# Divico

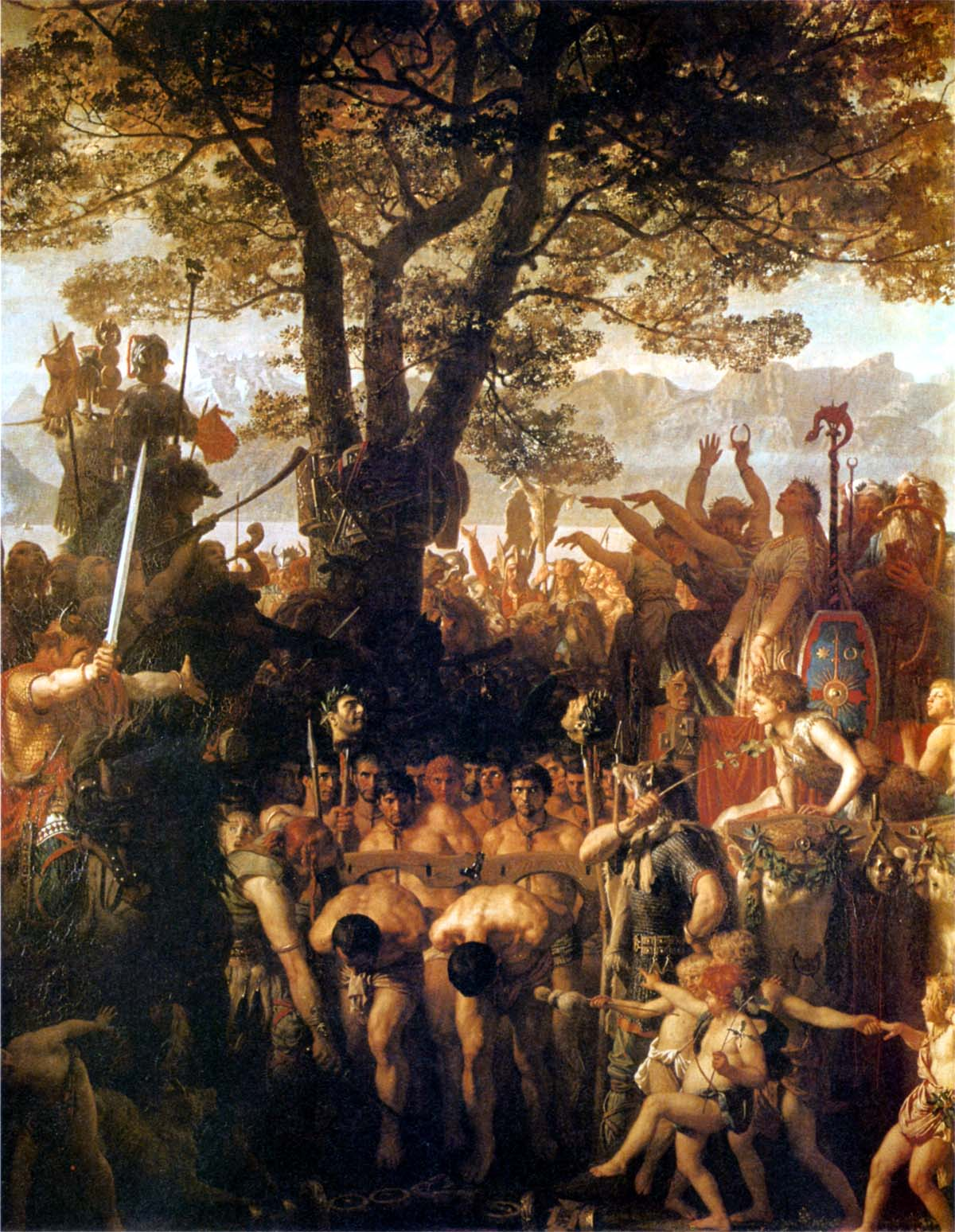
Die Helvetier zwingen die Römer unter dem Joch hindurch (A força helvética força os romanos a passarem sob o jugo). Pintura romancista por Charles Gleyre (século 19) celebrando a vitória tigurina sobre os romanos em Agen (107 a.C.) sob o comando de Divico.

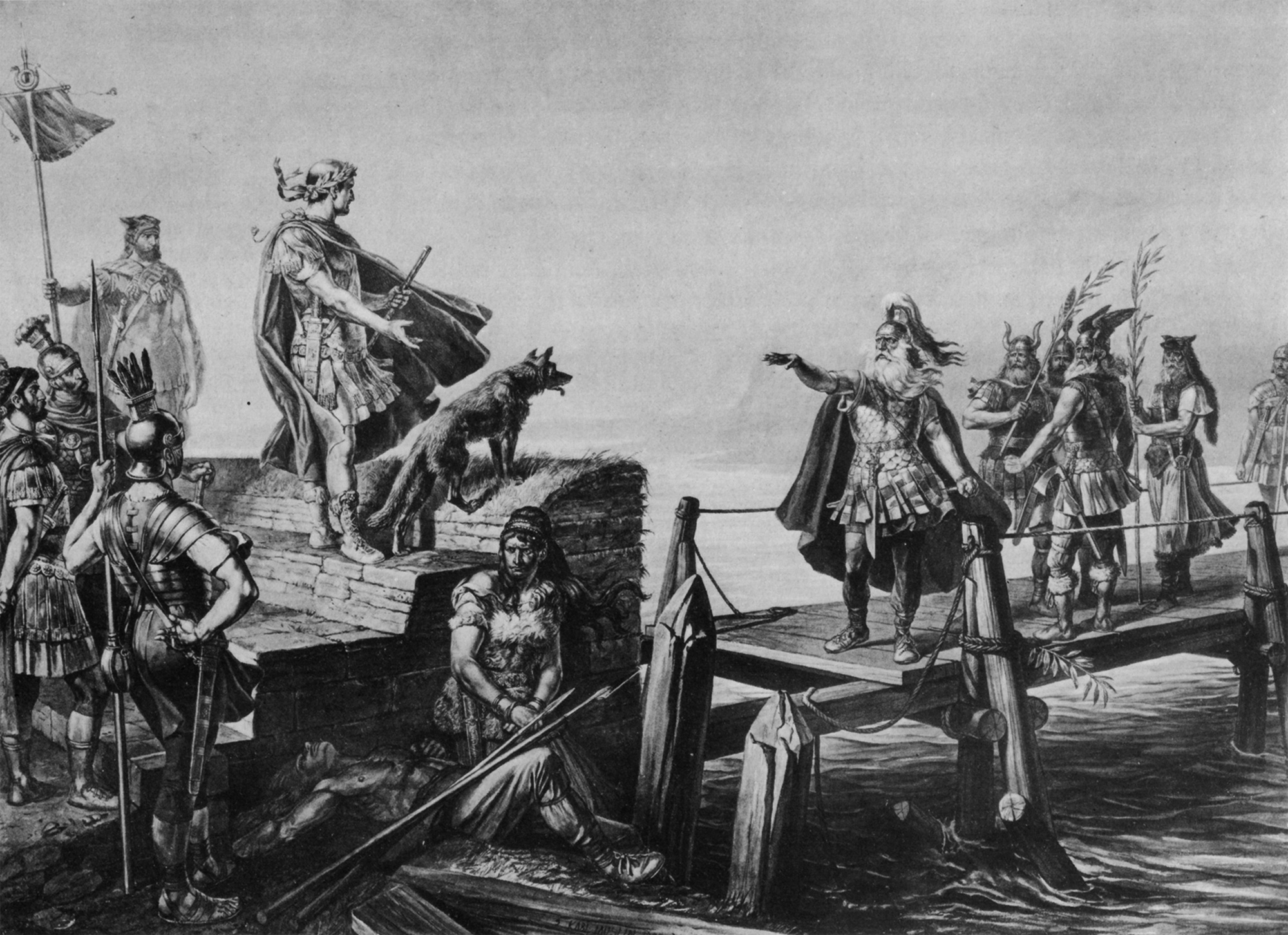
Júlio César e Divico negociam após a batalha no Saône. Pintura histórica do século 19 por Karl Jauslin.

Divico ou Divicão foi um rei gaulês e o líder da tribo helvécia dos tigurios. Durante a Guerra Cimbria, em que os cimbros e teutões invadiram a República Romana, ele liderou os tigurinos através do Reno para invadir a Gália, em 109 a.C. em direção a região romana de Provença. Ele derrotou um exército romano e matou seus líderes Lúcio Cássio Longino e Lúcio Calpúrnio Pisão Cesonino durante a Batalha de Burdígala em 107 a.C. Ele também pode ter sido o líder dos helvécios contra Júlio César na Batalha de Bibracte em 58 a.C.